# Cinq ponts d'Amakusa

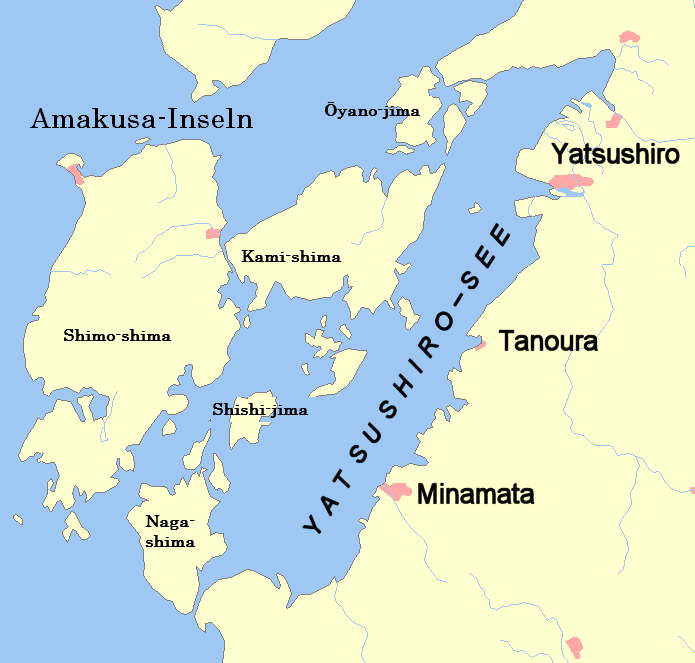
Plan des îles avec les ponts.

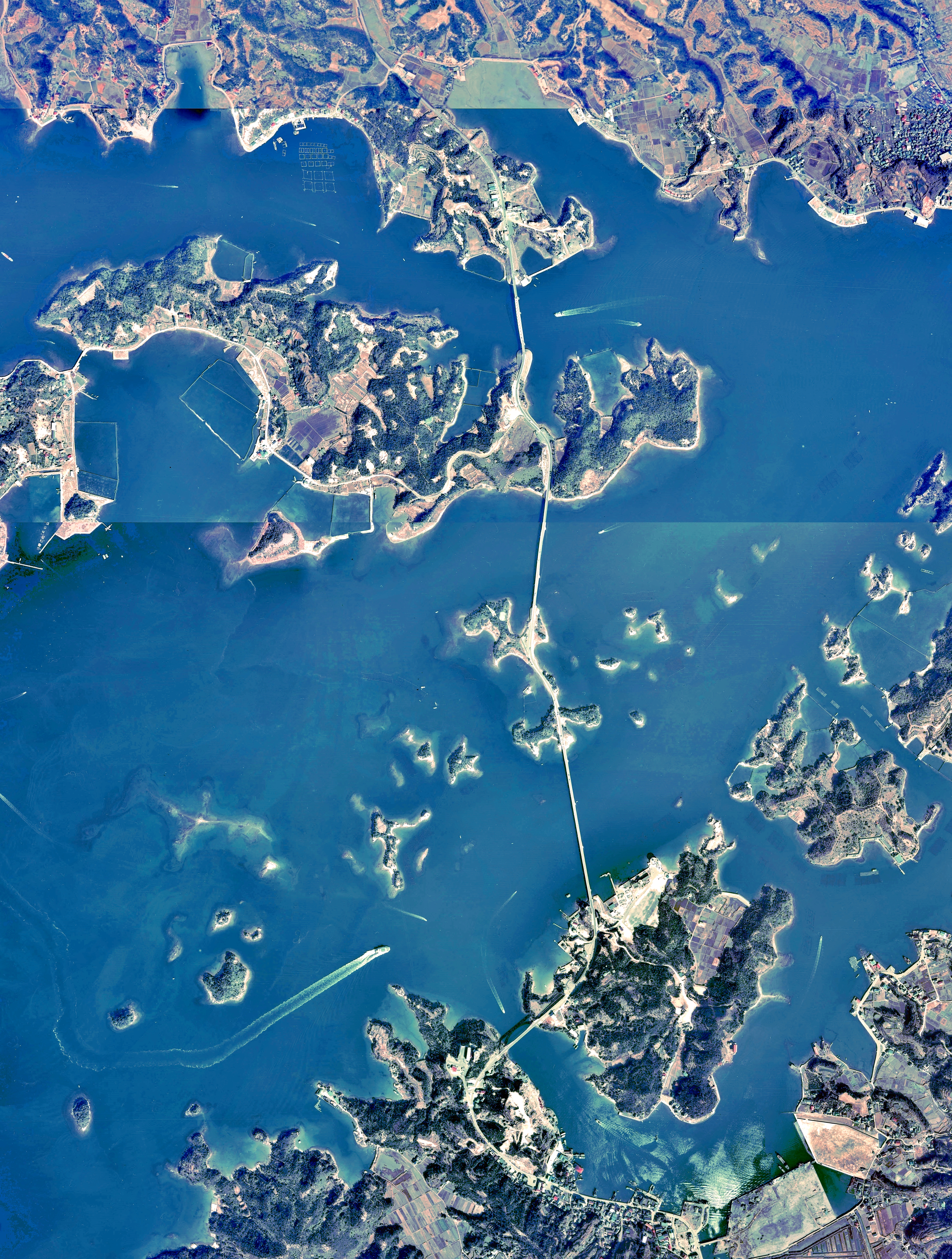
Vue aérienne de quatre ponts côté sud

Les cinq ponts d'Amakusa (天草五橋, Amakusa Gokyō) sont cinq ponts routiers à la pointe sud du Japon, reliant  la préfecture de Kumamoto et les îles Amakusa dans Kyūshū. Les ponts relient les îles de Ooyano-jima, Nagaura-jima, Ike-jima, et Maeshima et leur construction s'achève le 24 septembre 1966. Les cinq ponts ont donné espoir et confiance dans le développement de la technologie de construction des ponts au Japon et changé la vie de ceux qui vivent dans les îles Amakusa (voir sondage ci-dessous : évaluation). Beaucoup de touristes viennent admirer la beauté des nombreuses îles et les routes sont appelés la « rangée de perles d'Amakusa », en référence aux produits de la perliculture.

## Importance
Le moment de l'achèvement de ces ponts est opportun car la vulgarisation des voitures dans les familles japonaises commence autour de la même année, avec le lancement de la série 1000 de Nissan Sunny et de la série 1100 de Toyota Corolla, annonçant ce qu'on appelle l'âge de « ma voiture ». Les cinq ponts sont à péage et il est prévu que cette situation se poursuive pendant 39 ans, mais le développement très rapide de la motorisation permet aux péages de recueillir suffisamment de rentrées pour que le coût des travaux soit couvert après neuf ans d'exploitation (en 1975).

## Les ponts
En japonais, un pont est appelé un hashi, mais quand le mot « hashi » est utilisé après les mots, les formes bashi ou kyō peuvent être utilisées à la place, en fonction de la situation, parfois de manière interchangeable..

### Tenmon Bashi (ou Tenmonkyō)
Ce pont relie Misumi, à la pointe de la péninsule d'Uto dans la préfecture de Kumamoto avec Maeshima-jima.Pont en treillis continu de couleur perle, il fait 502 m de long, pour 6,5 m de large et se trouve à 42 m au-dessus du niveau de la mer.

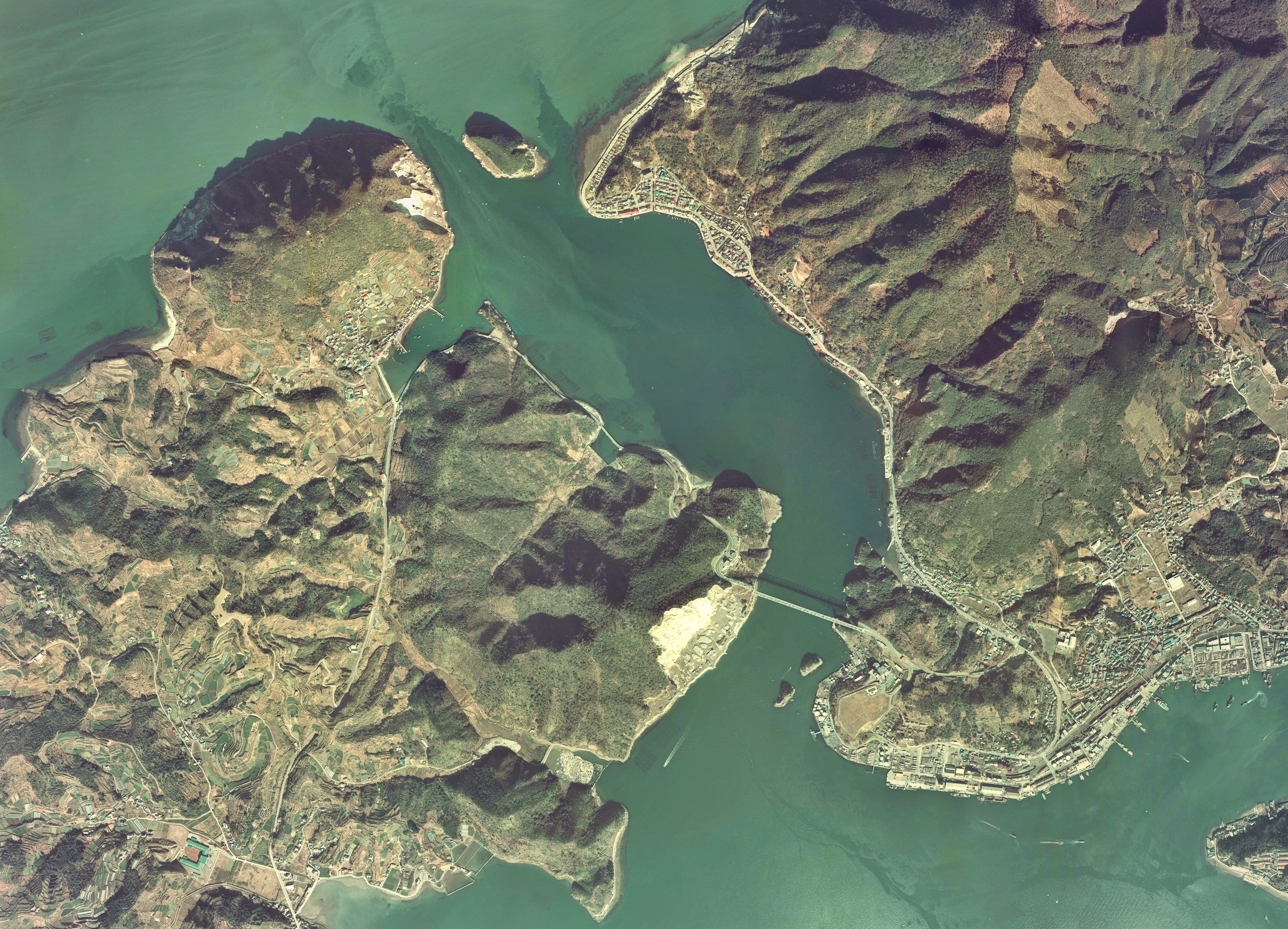
Vue aérienne du détroit de Misumi
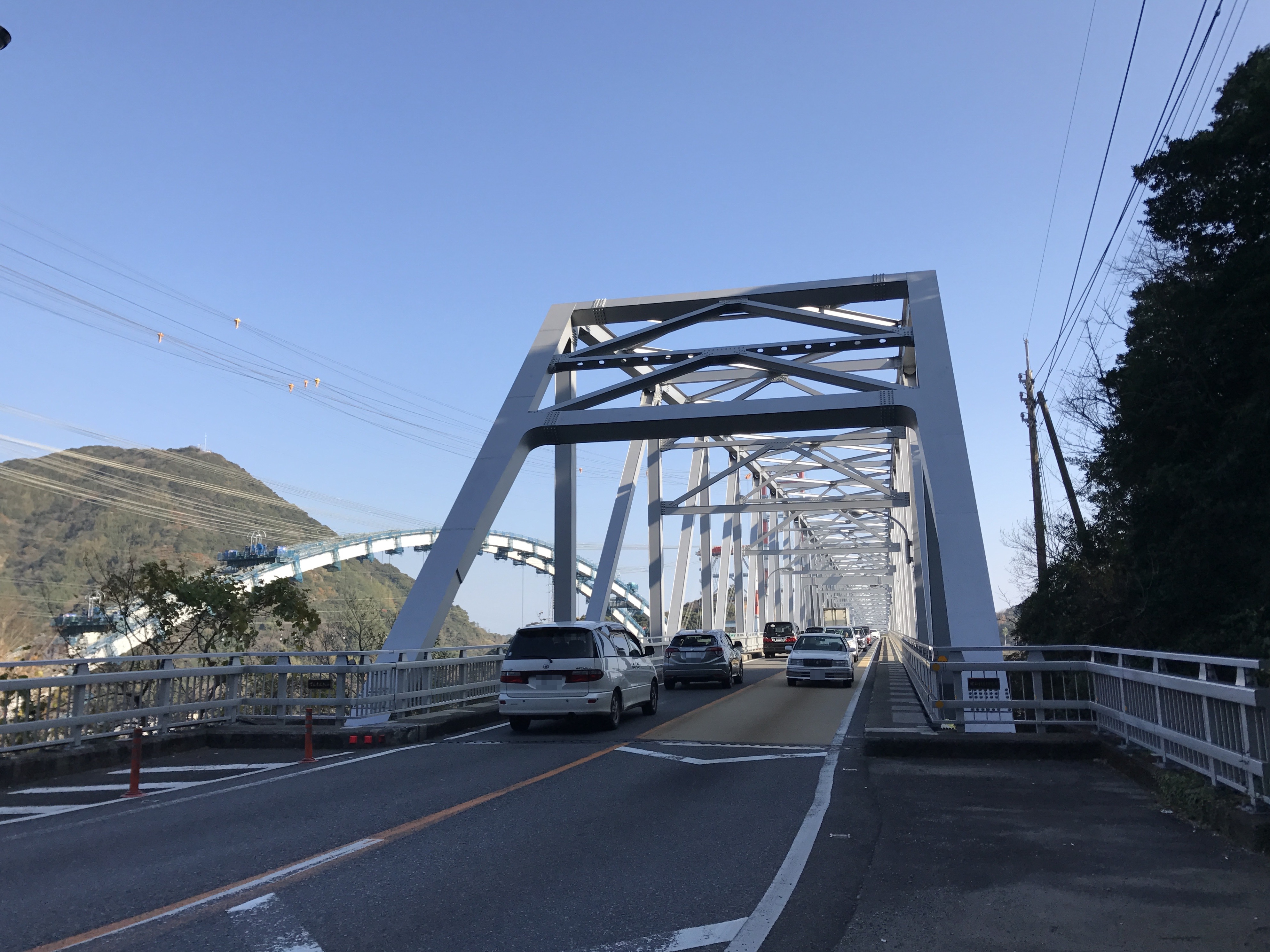
pont Tenmonkyo par Oyanojima
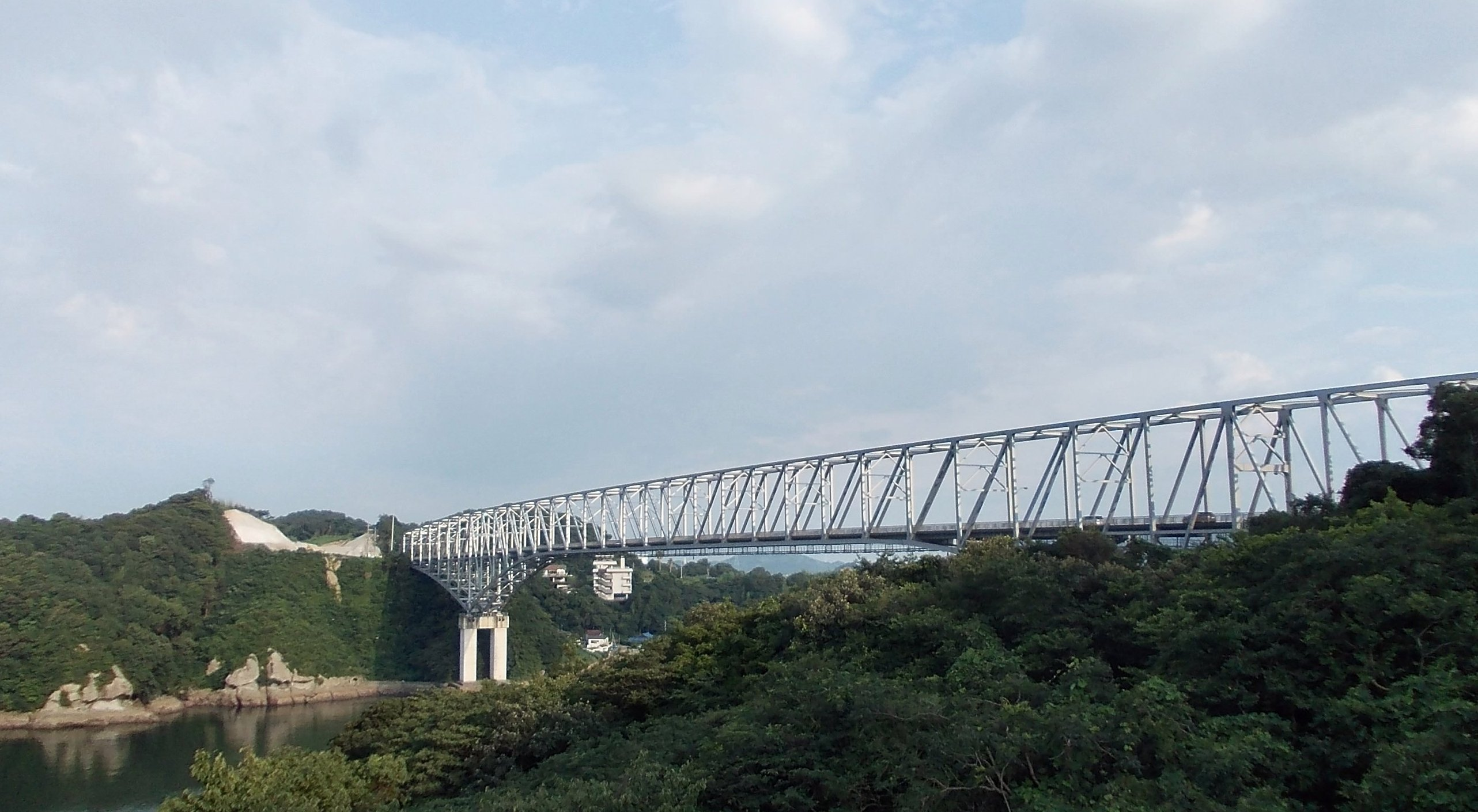
pont Tenmon

### Ooyano Bashi
Il relie Oyano-jima et Nagaura-jima. Long de 249 m de long et 17 m de haut et de couleur jaune pâle, il s'agit d'un pont en treillis Langer 

### Nakano Hashi
Ce pont relie Nagaura-jima et les îles Ooike-jima. C'est un pont à cadre rigide, de couleur béton, mesurant 361 m de long et 15 m de haut.

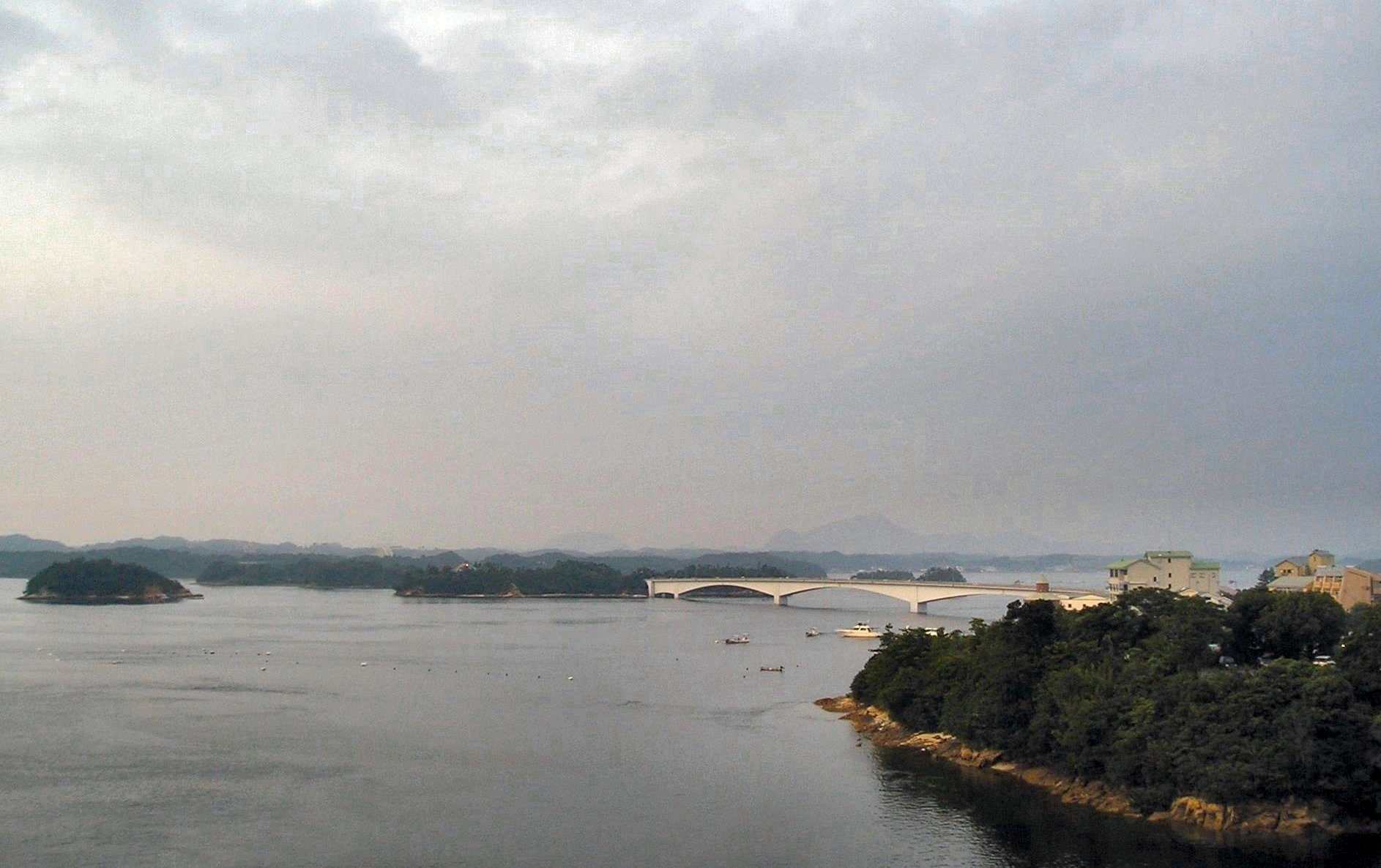
Vue sur les îles Amakusa, montrant le pont de Matsushima qui rejoint l'île Maeshima.

### Maeshima Bashi
Il s'agit d'un pont à cadre rigide de couleur béton, reliant Ooike-jima et Maeshima. Il fait 520 m de long pour 9 m de haut.

### Matsushima Bashi (Hashi)
Il s'agit d'un pont tuyau à arche, peint en rouge, reliant Maeshima et Matsushimachō, Aizu, Kami-Amakusa. Il fait 178 m de long, 17 m de haut et 6,5 m de large.

## Chronologie
Les éléments suivants sont des événements majeurs dans l'histoire des ponts :
- 21 février 1922 : L'Assemblée Ordinaire du Comté d'Amakusa a adopté une résolution d'une pétition au ministre des Chemins de Fer pour transférer un chemin de fer à Amakusa et commencer les travaux de construction [1]
- 1936 : Jishu Mori (1890–1973),  parlementaire de la préfecture de Kumamoto, indique la nécessité de ponts reliant les îles Amakusa et la partie continentale de Kyūshū
- 1954 : La préfecture de Kumamoto ouvre une enquête préliminaire relative aux ponts Amakusa.
- 1956 : La Japan Traffic Corporation ouvre également une enquête similaire, et crée une division consacrée à la construction des ponts.
- 24 septembre 1966 : Ouverture du trafic sur les ponts à péage.
- 10 août 1975 : La redevance du péage est abandonnée.